# Calocucullia
Calocucullia là một chi bướm đêm thuộc họ Noctuidae.

## Các loài
- Calocucullia celsiae (Herrich-Schäffer, 1850)